# Дікшабхумі
Дікшабхумі (Deekshabhoomi) — ступа, споруджена на місці, де 14 жовтня 1956 року Бхімрао Рамджі Амбедкар прийняв буддизм разом з багатьма тисячами своїх прихильників, за деякими даними їх число досягало 380 тис. Ця подія і зараз направляє дії багатьох індійців, що групами приймають буддизм. Ділянка знаходитьсі у місті Наґпур, штат Махараштра, що зараз є одним з центрів буддистського паломництва. Ступу відвідують тисячі паломників, особливо на свята Віджаядашамі і на 14 жовтня.
«Дікша» (deeksha) означає «прийняття релігії», термін означає те ж для буддизму, що хрещення для християнства. «Бхумі» (bhoomi) означає «земля». Таким чином «Дікшабхумі» можна перекласти як «місце прийняття буддизму».
Ступа також відома своїм архітектурним стилем та є популярною туристичною пам'яткою регіону.